# Man-Kei To
Man-Kei To, née le 25 août 1986 à Ninove, est une joueuse de badminton handisport belge. Elle est championne d'Europe en simple et médaillée d'argent mondiale en double avec la joueuse de badminton turque Emine Seçkin.

## Biographie
Man-Kei To a été impliquée dans un grave accident de la circulation en 2007 et elle subit une fracture au niveau de la vertèbre thoracique T12, endommageant sa moelle épinière avec pour conséquence une paralysie des jambes.
Ancienne joueuse de tennis, elle rejoint le club de badminton de Herne et découvre le badminton en fauteuil. À partir de 2015, To a participé à de plus grands tournois internationaux dans la classe WH1, qui désigne les joueurs en fauteuil roulant « sans muscles abdominaux ». Dès 2018, elle est triple médaillée aux championnats d'Europe. Engagée en simple et en double sur le circuit international, elle décrochant un titre de vice-championne en double aux championnats du monde de 2022. Championne d'Europe 2023 en simple dames, elle rapporte une médaille de bronze aux championnats du monde de Pattaya en Thaïlande.

### Palmarès
Championnats du monde
- Championnats du monde 2022 à Tokyo,  Japon
  -  Médaille d'argent en double féminin WH1-2 avec Emine Seçkin
- Championnats du monde 2024 à Pattaya,  Thaïlande
  -  Médaille de bronze en simple WH1

Championnats d'Europe
- Championnats d'Europe 2016 à Rodez,  France
  -  Médaille de bronze en double féminin WH1-2 avec Liliia Prokofeva
- Championnats d'Europe 2018 à Rodez,  France
  -  Médaille d'argent en double féminin WH1-2 avec Emine Seçkin
  -  Médaille de bronze en simple WH1
  -  Médaille de bronze en double mixte WH1-2 avec Jordy Brouwer von Gonzenbach
- Championnats européens 2023 à Rotterdam,  Pays-Bas
  -  Médaille d'or en simple WH1
  -  Médaille d'argent en double féminin WH1-2 avec Nina Gorodetzky